# Jadir Morgenstern
Jadir Morgenstern (Guarujá do Sul, 29 de maio de 1974) é um ex-futebolista brasileiro naturalizado libanês que atuava como zagueiro.

## Carreira
Em sua carreira, que durou 16 anos (1991 a 2007), defendeu Toledo, Atlético Paranaense, Mixto, Brasil de Farroupilha, Rio Branco, Tubarão, Iraty e Juventude-MT. No Líbano, jogou por Al-Ansar, Hekmeh e Al-Akha'a, onde parou de jogar aos 33 anos.
Jadir integrou o elenco da Seleção Libanesa de Futebol na Copa da Ásia de 2000, mas que não conseguiu se classificar à segunda fase da competição. Foi um dos 5 brasileiros convocados por Josip Skoblar (os outros foram o também zagueiro Marcílio, o meio-campista Fernandez e os atacantes Newton e Gilberto).

## Títulos
Al-Ansar
- Campeonato Libanês: 2006–07
- Copa do Líbano:  2001–02, 2006–07

Tubarão
- Copa Santa Catarina: 1998[3]